# Saint-Nazaire
Saint-Nazaire (bretonsko Sant-Nazer, gelsko Saint-Nazaer) je pristaniško mesto in občina v zahodni francoski regiji Loire, podprefektura departmaja Loire-Atlantique. Leta 1999 je mesto imelo 65.874 prebivalcev.

## Geografija
Mesto leži na desnem bregu estuarija reke Loare, tik pred njenim izlivom v Biskajski zaliv. Saint-Nazaire je glavno pristanišče na atlantski obali Francije.
Severno od njega leži naravni park močvirje Brière, v katerem se nahajajo številne živalske in rastlinske vrste.

## Administracija
Saint-Nazaire je sedež treh kantonov:
- Kanton Saint-Nazaire-Center (del občine Saint-Nazaire: 23.936 prebivalcev),
- Kanton Saint-Nazaire-Vzhod (del občine Saint-Nazaire: 20.703 prebivalcev),
- Kanton Saint-Nazaire-Zahod (del občine Saint-Nazaire: 21.235 prebivalcev).

Mesto je prav tako sedež okrožja, v katerega so poleg njegovih vključeni še kantoni La Baule-Escoublac, Bourgneuf-en-Retz, Croisic, Guérande, Herbignac, Montoir-de-Bretagne, Paimbœuf, Pontchâteau, Pornic, Saint-Gildas-des-Bois, Saint-Père-en-Retz in Savenay z 267.796 prebivalci.

## Zgodovina
Gradnja francoske prekooceanke SS Normandie v 30. letih 20. stoletja je botrovala izgradnji večje pristaniške infrastrukture. Njen suhi dok je bil v tem času največji takšne vrste v zahodni Evropi.
17. junija 1940 je bilo pristanišče prizorišče poskusa pobega Angležev pred napredujočo nemško vojsko. Po njihovem vkrcanju na RMS Lancastria so ladjo napadli in potopili nemški bombniki, pri čemer je umrlo okoli 4000 ljudi. To je bila najhujša nesreča v angleški pomorski zgodovini in hkrati največja izguba življenj angleških vojakov v drugi svetovni vojni. Ob tem je angleški ministrski predsednik Winston Churchill prepovedal kakršnokoli poročanje o tem dogodku, tako da je ostal dogodek v glavnem pozabljen. Pristanišče je po nemški zasedbi postalo baza nemških pomorskih operacij. V njem je bila kmalu zgrajena močno utrjena podmorniška baza, ki je prestala skoraj vse kasnejše zavezniške letalske napade. To pristanišče je bilo tudi edino sposobno vzdrževati nemški bojni ladji Bismarck in Tirpitz.
28. marca 1942 je bila v operaciji Kočija s strani angleških komandosov napadena ladjedelnica; pri tem je bil uničen njen suhi dok, ki je bil od tedaj neuporaben vse do konca vojne.
Po zavezniškem izkrcanju v Normandiji in osvoboditvi Francije leta 1944 je nemška vojaška enota v podmorniški bazi (tako kot v Brestu in La Rochelle) zavrnila predajo. Pri tem so jo zavezniki zaradi njene nič več aktivne vloge v podmorniških operacijah zaobšli tako, da je Saint-Nazaire ostal v nemških rokah vse do zadnjih dni vojne.
Po vojni sta iz ladjedelnice v Saint-Nazairu izpluli dve večji potniški ladji: v letu 1962 SS France, kasnejša SS Norway, v letu 2003 pa RMS Queen Mary 2.

## Pobratena mesta
- Avilés (Španija),
- Kribi (Kamerun),
- Saarlouis (Nemčija),
- Saint-Hubert (Kanada),
- Sunderland (Združeno kraljestvo).